# 花城大道駅
座標: 北緯23度7分15.7秒 東経113度19分8.9秒 / 北緯23.121028度 東経113.319139度
花城大道駅（かじょうだいどうえき）は、中華人民共和国広東省広州市天河区に位置する珠江新城新交通システム線の駅である。計画時の名称は双塔駅。

## 駅構造
- 相対式ホーム2面2線を有する地下駅。

## 駅周辺
広州国際金融センター

珠江新城

## 歴史
- 2010年11月8日 - 開業[2]。

## 隣の駅
広州地下鉄
■珠江新城新交通システム線
婦児中心駅 - 花城大道駅 - 大劇院駅